# Campeonato Brasileiro Série B 2002
Die Campeonato Brasileiro Série B 2002 war die 21. Spielzeit der zweiten Fußballliga Brasiliens.

## Saisonverlauf
Der Wettbewerb startete am 11. August 2002 in seine Saison und endete am 7. Dezember 2002. Die Meisterschaft wurde vom nationalen Verband CBF ausgerichtet. Am Ende der Saison konnte der Criciúma EC die Meisterschaft feiern.
Der Wettbewerb wurde in vier Phasen ausgetragen. In der ersten Runde traten die 26 Klubs in einer Gruppe einmal gegeneinander an. Ein Rückspiel war nicht vorgesehen. Die besten acht Klubs zogen in die nächste Runde ein. Die letzten sechs Tabellenplätze bedeuteten den Abstieg in die Série C.
In der zweiten Runde trafen die acht Klubs in einer K.-o.-Runde aufeinander. Ab diesem Viertelfinale wurden die Entscheidungen in Hin- und Rückspiel ermittelt. Der Meister und der Vizemeister stiegen in die erste Liga 2003 auf.

## Teilnehmer
Der J. Malucelli Futebol war als 21. der Saison 2001 qualifiziert, wurde aber ausgeschlossen. Für diesen rückte der dritte der Série C 2001, der Guarany SC, nach.
Die Teilnehmer waren:
| Bundesstaat         | Klub                           | Qualifikation    | Ergebnis      |
| ------------------- | ------------------------------ | ---------------- | ------------- |
| Alagoas             | Clube de Regatas Brasil        | 6. Série B 2001  | 9.            |
| Amazonas            | São Raimundo EC (AM)           | 11. Série B 2001 | 19.           |
| Ceará               | Ceará SC                       | 8. Série B 2001  | 13.           |
| Ceará               | Fortaleza EC                   | 10. Série B 2001 | Vizemeister ▲ |
| Ceará               | Guarany SC                     | 3. Série C 2001  | 24. Abstieg ▼ |
| Goiás               | AA Anapolina                   | 17. Série B 2001 | 17.           |
| Goiás               | Vila Nova FC                   | 13. Série B 2001 | 15.           |
| Maranhão            | Sampaio Corrêa FC              | 20. Série B 2001 | 23. Abstieg ▼ |
| Minas Gerais        | América Mineiro                | 27. Série A 2001 | 7.            |
| Pará                | Clube do Remo                  | 19. Série B 2001 | 8.            |
| Paraná              | Londrina EC                    | 15. Série B 2001 | 18.           |
| Pernambuco          | Náutico Capibaribe             | 5. Série B 2001  | 20.           |
| Pernambuco          | Santa Cruz FC                  | 25. Série A 2001 | 3.            |
| Pernambuco          | Sport Recife                   | 28. Série A 2001 | 5.            |
| Rio de Janeiro      | Americano FC (RJ)              | 14. Série B 2001 | 21. Abstieg ▼ |
| Rio Grande do Norte | América FC (RN)                | 12. Série B 2001 | 10.           |
| Rio Grande do Sul   | SER Caxias do Sul              | 3. Série B 2001  | 14.           |
| Santa Catarina      | Avaí FC                        | 4. Série B 2001  | 6.            |
| Santa Catarina      | Criciúma EC                    | 22. Série B 2001 | Meister ▲     |
| Santa Catarina      | Joinville EC                   | 9. Série B 2001  | 12.           |
| São Paulo           | CA Bragantino                  | 16. Série B 2001 | 26. Abstieg ▼ |
| São Paulo           | Botafogo FC (SP)               | 26. Série A 2001 | 22. Abstieg ▼ |
| São Paulo           | Etti Jundiaí Futebol           | 1. Série C 2001  | 4.            |
| São Paulo           | Mogi Mirim EC                  | 2. Série C 2001  | 11.           |
| São Paulo           | União São João EC              | 7. Série B 2001  | 16.           |
| São Paulo           | EC XV de Novembro (Piracicaba) | 18. Série B 2001 | 25. Abstieg ▼ |

## 1. Runde
In der ersten Runde traten die 26 Klubs in einer Gruppe einmal gegeneinander an. Ein Rückspiel war nicht vorgesehen. Die besten acht Klubs zogen in die nächste Runde ein. Die letzten sechs Tabellenplätze bedeuteten den Abstieg in die Série C.
Das Ranking ergab er sich aus:
- Anzahl der Punkte
- Anzahl der Siege
- Tordifferenz
- Erzielte Tore
- Direkter Vergleich

| Pl. | Verein                  | Sp. | S  | U | N  | Tore    | Diff. | Punkte |
| --- | ----------------------- | --- | -- | - | -- | ------- | ----- | ------ |
| 1.  | Criciúma EC             | 25  | 16 | 3 | 6  | 045:340 | +11   | 51     |
| 2.  | Sport Recife            | 25  | 15 | 5 | 5  | 038:210 | +17   | 50     |
| 3.  | Fortaleza EC            | 25  | 15 | 3 | 7  | 048:240 | +24   | 48     |
| 4.  | Santa Cruz FC           | 25  | 13 | 8 | 4  | 046:240 | +22   | 47     |
| 5.  | Avaí FC                 | 25  | 14 | 4 | 7  | 039:200 | +19   | 46     |
| 6.  | América Mineiro         | 25  | 12 | 4 | 9  | 049:360 | +13   | 40     |
| 7.  | Etti Jundiaí Futebol    | 25  | 11 | 6 | 8  | 037:270 | +10   | 39     |
| 8.  | Clube do Remo           | 25  | 11 | 5 | 9  | 037:350 | +2    | 38     |
| 9.  | Clube de Regatas Brasil | 25  | 10 | 8 | 7  | 035:320 | +3    | 38     |
| 10. | América FC (RN)         | 25  | 10 | 6 | 9  | 046:350 | +11   | 36     |
| 11. | Mogi Mirim EC           | 25  | 11 | 2 | 12 | 037:390 | −2    | 35     |
| 12. | Joinville EC            | 25  | 10 | 4 | 11 | 036:440 | −8    | 34     |
| 13. | = Ceará SC              | 25  | 9  | 6 | 10 | 035:270 | +8    | 33     |
| 14. | SER Caxias do Sul       | 25  | 9  | 6 | 10 | 031:240 | +7    | 33     |
| 15. | Vila Nova FC            | 25  | 9  | 6 | 10 | 040:350 | +5    | 33     |
| 16. | União São João EC       | 25  | 9  | 6 | 10 | 032:400 | −8    | 33     |
| 17. | AA Anapolina            | 25  | 8  | 9 | 8  | 033:350 | −2    | 33     |
| 18. | Londrina EC             | 25  | 8  | 9 | 8  | 038:200 | +18   | 33     |
| 19. | São Raimundo EC (AM)    | 25  | 10 | 2 | 13 | 034:370 | −3    | 32     |
| 20. | Náutico Capibaribe      | 25  | 9  | 5 | 11 | 038:350 | +3    | 32     |
| 21. | Americano FC (RJ)       | 25  | 9  | 5 | 11 | 034:360 | −2    | 32     |
| 22. | Botafogo FC (SP)        | 25  | 8  | 6 | 11 | 036:600 | −24   | 30     |
| 23. | Sampaio Corrêa FC       | 25  | 7  | 4 | 14 | 025:500 | −25   | 25     |
| 24. | Guarany SC              | 25  | 5  | 5 | 15 | 028:510 | −23   | 20     |
| 25. | XV de Piracicaba        | 25  | 5  | 4 | 16 | 019:440 | −25   | 19     |
| 26. | CA Bragantino           | 25  | 4  | 5 | 16 | 023:540 | −31   | 17     |

## Viertelfinale
| Datum         |                      | Gesamt |               | Hinspiel | Rückspiel |
| ------------- | -------------------- | ------ | ------------- | -------- | --------- |
| 15.11./19.11. | Etti Jundiaí Futebol | 3:2    | Sport Recife  | 1:1      | 2:1       |
| 15.11./19.11. | América Mineiro      | 0:2    | Fortaleza EC  | 0:0      | 0:2       |
| 15.11./20.11. | Avaí FC              | 2:3    | Santa Cruz FC | 1:1      | 1:2       |
| 16.11./20.11. | Clube do Remo        | 2:5    | Criciúma EC   | 2:1      | 0:4       |

## Halbfinale
| Datum         |                      | Gesamt |              | Hinspiel | Rückspiel |
| ------------- | -------------------- | ------ | ------------ | -------- | --------- |
| 23.11./26.11. | Santa Cruz FC        | 0:4    | Criciúma EC  | 0:1      | 0:3       |
| 23.11./26.11. | Etti Jundiaí Futebol | 3:8    | Fortaleza EC | 1:6      | 2:2       |

## Finale

### Hinspiel
| Fortaleza EC                                                      | Fortaleza EC | Criciúma EC | Criciúma EC |
| ----------------------------------------------------------------- | --- | --- | ----------- |
| Fortaleza EC                                                      | \| 30. November 2002 in Fortaleza (Estádio Plácido Aderaldo Castelo) \| \| Ergebnis: 2:0 (1:0) \| \| Zuschauer: 55.010 \| \| Schiedsrichter: Wagner Tardelli \| \| Spielbericht \|   | \| 30. November 2002 in Fortaleza (Estádio Plácido Aderaldo Castelo) \| \| Ergebnis: 2:0 (1:0) \| \| Zuschauer: 55.010 \| \| Schiedsrichter: Wagner Tardelli \| \| Spielbericht \|                         | Criciúma EC |
| Fortaleza EC                                                      | Jéferson – Marcão, Erandir, Ronaldo Angelim, Chiquinho, Kel, Dude, Juninho Cearense 56., Sérgio, Clodoaldo 88., Vinícius Reserve Finazzi 56., Dino 88. Cheftrainer: Luiz Carlos Cruz | Fabiano Borges, Paulo Baier, Cametá, Luciano, Luciano Almeida 62., Cléber Gaúcho, Sandro, Juca, Dejair, Delmer 85., Tico 69. Reserve Douglas 62., Ânderson Lobão 69., Walter 85. Cheftrainer: Edson Gaúcho | Criciúma EC |
| Fortaleza EC                                                      | 1:0 Vinícius (20.) 2:0 Finazzi (59.) | | Criciúma EC |
| Fortaleza EC                                                      | Dude | Cléber Gaúcho, Sandro, Luciano Almeida, Luciano, Paulo Baier | Criciúma EC |
| 30. November 2002 in Fortaleza (Estádio Plácido Aderaldo Castelo) | | |             |
| Ergebnis: 2:0 (1:0)                                               | | |             |
| Zuschauer: 55.010                                                 | | |             |
| Schiedsrichter: Wagner Tardelli                                   | | |             |
| Spielbericht                                                      | | |             |

### Rückspiel
| Criciúma EC                                            | Criciúma EC | Fortaleza EC | Fortaleza EC |
| ------------------------------------------------------ | --- | --- | ------------ |
| Criciúma EC                                            | \| 7. Dezember 2002 in Criciúma (Estádio Heriberto Hülse) \| \| Ergebnis: 4:1 (1:0) \| \| Schiedsrichter: Paulo César de Oliveira \| \| Spielbericht \|                                                      | \| 7. Dezember 2002 in Criciúma (Estádio Heriberto Hülse) \| \| Ergebnis: 4:1 (1:0) \| \| Schiedsrichter: Paulo César de Oliveira \| \| Spielbericht \|                                                   | Fortaleza EC |
| Criciúma EC                                            | Fabiano Borges – Cléber Gaúcho, Cametá, Luciano – Paulo Baier, Cléber 68., Juca, Dejair, Luciano Almeida 74. – Ânderson Lobão 46., Delmer Reserve Tico 46., Edinho 68., Sandro 74. Cheftrainer: Edson Gaúcho | Jéferson – Marcão, Erandir, Ronaldo Angelim, Chiquinho – Sérgio, Dino 61., Kel, Juninho Cearense 33. – Clodoaldo 70., Vinícius Reserve Alyson 33., Finazzi 61., Rogério 70. Cheftrainer: Luiz Carlos Cruz | Fortaleza EC |
| Criciúma EC                                            | 1:0 Paulo Baier (45.+1') 2:0 Dejair (55.) 3:0 Paulo Baier (59.) 4:1 Paulo Baier (78.) | 3:1 Vinícius (69., Elfmeter) | Fortaleza EC |
| Criciúma EC                                            | Cléber, Luciano Almeida, Paulo Baier | Finazzi, Marcão | Fortaleza EC |
| Criciúma EC                                            | Chiquinho (36.) | | Fortaleza EC |
| Criciúma EC                                            | Delmer, Juca (90.) | Finazzi, Vinícius (90.) | Fortaleza EC |
| 7. Dezember 2002 in Criciúma (Estádio Heriberto Hülse) | | |              |
| Ergebnis: 4:1 (1:0)                                    | | |              |
| Schiedsrichter: Paulo César de Oliveira                | | |              |
| Spielbericht                                           | | |              |

## Torschützenliste
| Pl. | Nat.        | Spieler             | Klub                    | Tore |
| --- | ----------- | ------------------- | ----------------------- | ---- |
| 1   | Brasilianer | Vinícius            | Fortaleza EC            | 22   |
| 2   | Brasilianer | Marquinhos Rato     | Clube de Regatas Brasil | 17   |
| 3   | Brasilianer | Janderson Espíndola | AA Anapolina            | 14   |
|     | Brasilianer | Delmo               | São Raimundo EC (AM)    | 14   |
| 5   | Brasilianer | Baré                | São Raimundo EC (AM)    | 12   |
| 6   | Brasilianer | Carlo André         | América FC (RN)         | 11   |
|     | Brasilianer | Clodoaldo           | Fortaleza               | 11   |
|     | Brasilianer | Grafite             | Santa Cruz FC           | 11   |
|     | Brasilianer | Jaílson             | Santa Cruz FC           | 11   |
|     | Brasilianer | Mota                | Ceará SC                | 11   |

## Abschlusstabelle
Die Tabelle diente zur Feststellung der Platzierung der einzelnen Mannschaften in der Saison. Sie wurde zeitweise vom Verband auch zur Ermittlung einer ewigen Rangliste herangezogen. Sie setzt sich zusammen aus allen ausgetragenen Spielen. In der Sortierung hat das Erreichen der jeweiligen Finalphase Vorrang vor den erzielten Punkten.
| Pl. | Verein                  | Sp. | S  | U | N  | Tore    | Diff. | Punkte |
| --- | ----------------------- | --- | -- | - | -- | ------- | ----- | ------ |
| 1.  | Criciúma EC             | 31  | 20 | 3 | 8  | 058:390 | +19   | 63     |
| 2.  | Fortaleza EC            | 31  | 18 | 5 | 8  | 061:310 | +30   | 59     |
| 3.  | Santa Cruz FC           | 29  | 14 | 9 | 6  | 049:300 | +19   | 51     |
| 4.  | Etti Jundiaí Futebol    | 29  | 12 | 8 | 9  | 043:370 | +6    | 44     |
| 5.  | Sport Recife            | 27  | 15 | 6 | 6  | 040:240 | +16   | 51     |
| 6.  | Avaí FC                 | 27  | 14 | 5 | 8  | 041:230 | +18   | 47     |
| 7.  | América Mineiro         | 27  | 12 | 5 | 10 | 049:380 | +11   | 41     |
| 8.  | Clube do Remo           | 27  | 12 | 5 | 10 | 039:400 | −1    | 41     |
| 9.  | Clube de Regatas Brasil | 25  | 10 | 8 | 7  | 035:320 | +3    | 38     |
| 10. | América FC (RN)         | 25  | 10 | 6 | 9  | 046:350 | +11   | 36     |
| 11. | Mogi Mirim EC           | 25  | 11 | 2 | 12 | 037:390 | −2    | 35     |
| 12. | Joinville EC            | 25  | 10 | 4 | 11 | 036:440 | −8    | 34     |
| 13. | Ceará SC                | 25  | 9  | 6 | 10 | 035:270 | +8    | 33     |
| 14. | SER Caxias do Sul       | 25  | 9  | 6 | 10 | 031:240 | +7    | 33     |
| 15. | Vila Nova FC            | 25  | 9  | 6 | 10 | 040:350 | +5    | 33     |
| 16. | União São João EC       | 25  | 9  | 6 | 10 | 032:400 | −8    | 33     |
| 17. | AA Anapolina            | 25  | 8  | 9 | 8  | 033:350 | −2    | 33     |
| 18. | Londrina EC             | 25  | 8  | 9 | 8  | 038:200 | +18   | 33     |
| 19. | São Raimundo EC (AM)    | 25  | 10 | 2 | 13 | 034:370 | −3    | 32     |
| 20. | Náutico Capibaribe      | 25  | 9  | 5 | 11 | 038:350 | +3    | 32     |
| 21. | Americano FC (RJ)       | 25  | 9  | 5 | 11 | 034:360 | −2    | 32     |
| 22. | Botafogo FC (SP)        | 25  | 8  | 6 | 11 | 036:600 | −24   | 30     |
| 23. | Sampaio Corrêa FC       | 25  | 7  | 4 | 14 | 025:500 | −25   | 25     |
| 24. | Guarany SC              | 25  | 5  | 5 | 15 | 028:510 | −23   | 20     |
| 25. | XV de Piracicaba        | 25  | 5  | 4 | 16 | 019:440 | −25   | 19     |
| 26. | CA Bragantino           | 25  | 4  | 5 | 16 | 023:540 | −31   | 17     |